# リズ・マクラーノン

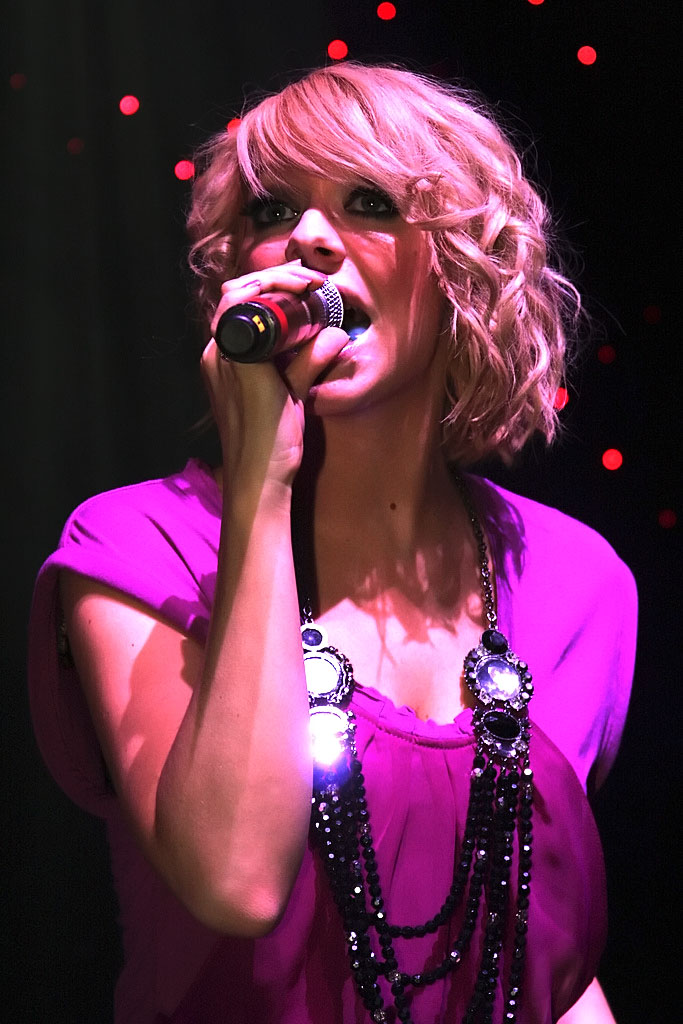
リズ・マクラーノン

リズ・マクラーノン（Elizabeth Margaret "Liz" McClarnon, 1981年4月10日 - ）は、イギリスのリヴァプール出身の歌手。女性3人によるグループ、アトミック・キトゥンのメンバー。

## 来歴

### 私生活
2001年まで長年付き合っていた男性と離婚。2007年3月にスウォンジ・シティAFC所属（当時）のサッカー選手、リー・トランドルと再婚した。
歌うことが幼い頃から大好きであったが、自身は歌手になるとは一切思わなかった。高校卒業後、法律の勉強をしたかったが、音楽の先生がマクラーノンの歌声に感銘を受け、オーケストラル・マヌーヴァーズ・イン・ザ・ダークのメンバー、アンディ・マクラスキーがしていたオーディションを受けるように薦めた。また、マクラスキー自身も女性グループを作ろうとしていた。

### アトミック・キトゥン
1997年にマクラスキーのもと、マクラーノンを含む3人でアトミック・キトゥンを結成するが、結成当初のメンバーであるマクラーノン以外の2人は脱退した（ハイディ・レンジは1998年に脱退。ナターシャ・ハミルトンが加入。ケリー・カトーナが2001年に脱退。ジェニー・フロストが加入）。また、マクラーノンは作詞でも有名である。アトミック・キトゥンは現在に至るまで約800万枚を売り上げたとされ、リリースするシングルはほとんどチャートで世界中でトップ40にランクインする。

### ソロ活動
アトミック・キトゥンの活動を休止している間、マクラーノンはソロ活動を始め、EMIとレーベル契約を結ぶ。2006年2月13日にバーブラ・ストライサンドの代表曲、 "Woman In Love" をカバーしてリリース。この曲はビー・ジーズのメンバー、ロビン・ギブによって歌詞が少し変更されている。また、ミュージック・ビデオはマクラーノンが住むマンハッタンをモチーフとしているが、実際は彼女の故郷であるリバプールで撮影された。UKチャートで最高5位を記録し、世界トップ100チャートでは33位をマークした。発売してから半年以上経った2006年10月22日には、スペインで16位を記録した。
2011年9月8日から17日、『キューティ・ブロンド』第1回全英ツアー公演にポーレット役で出演した。

## References
1. ↑  Woolman, Natalie (2011年6月3日). “Liz McClarnon joins Legally Blonde tour cast”. The Stage 2011年6月7日閲覧。